# Ulrich Bürker
Ulrich Bürker (* 21. November 1903; † nach 1970) nahm am Hitlerputsch teil und wurde später deutscher Oberst der Wehrmacht im Zweiten Weltkrieg. Nach dem Krieg war er als Direktor im Bundesnachrichtendienst tätig.

## Leben

### Herkunft
Ulrich Bürker war ein Sohn des späteren Physiologen und Medizinhistorikers Karl Bürker.

### Werdegang
Bürker nahm als Offizieranwärter, Fähnrich im II. Lehrgang der Zentralen Infanterieschule der Reichswehr in München, am Hitlerputsch teil und erhielt dafür den Blutorden verliehen. 1931 war er als Oberleutnant (Beförderung am 1. April 1928) in der 13. (MG)-Kompanie des 13. Infanterie-Regiments.
In der Wehrmacht war er von Ende August bis Ende November 1939 Erster Generalstabsoffizier (Ia) der neu aufgestellten 255. Infanterie-Division. Anschließend kam er als Ia in den Stab der 6. Panzer-Division. Hier lernte er den späteren Widerstandskämpfer gegen den Nationalsozialismus, Claus von Stauffenberg, kennen. Statt von Stauffenberg wurde Helmut Staedke Ia der 6. Panzer-Division. Vom 15. Februar 1940 bis 16. September 1940 war er Ia im Generalstab des XVI. Armeekorps, kam dann in die Ausbildungsabteilung im Generalstab des Heeres.
Bürker war von August 1941 bis Mitte Dezember 1942 Ia in der 10. Panzer-Division, welche in dieser Zeit erst an der Ostfront kämpfte, kam im Mai 1942 zur Auffrischung nach Frankreich, um dann ab November 1942 zur Unterstützung des Afrikakorps nach Tunesien verlegt zu werden. Am 7. März 1942 wurde er mit dem Deutschen Kreuz in Gold ausgezeichnet. In dieser Position berichtete er über den Divisionsstatus an das Korpskommando und, da alle Reaktionen ausblieben, auch an von Stauffenberg. Anfang Dezember 1941 waren die Berichte von Bürker zur Einsatzfähigkeit der Division sehr dramatisch. In der Folge hatten Bürker und von Stauffenberg mehrfach Kontakt.
Bereits am 15. Mai 1941 war sein Schwager, Major Axel von Blomberg, über Bagdad versehentlich von irakischer Flugabwehr abgeschossen worden. Im November 1942 fiel in Tunesien als Kommandeur der Panzer-Abteilung 190 der älteste Sohn seines Schwiegervaters Henning. Da damit alle Söhne des ersten Generalfeldmarschalls der Wehrmacht, Werner von Blomberg, gefallen waren, wurde nach üblicher Praxis der Schwiegersohn Bürker Mitte Dezember 1942 von der Front abgezogen und verließ Tunesien am 5. Januar 1943. Nachfolger von Bürker als Ia der 10. Panzer-Division wurde Major Wilhelm Bürklin, welcher aber bereits am 1. Februar 1943 schwer verwundet wurde und zum März 1943 durch Claus von Stauffenberg ersetzt wurde.
Vom 15. Dezember 1942 bis 15. Februar 1943 war er in der Führerreserve. Nachdem er am 1. Januar 1943 zum Oberst befördert worden war, erhielt er am 19. Januar 1943 das Ritterkreuz des Eisernen Kreuzes. Bürker wurde Ia der Heeresgruppe B. Die Heeresgruppe B war gerade von der Ostfront abgezogen worden und kam später in Sizilien zum Einsatz. Ab Mitte Juni 1943 war er erneut in der Führerreserve, kam dann als Leiter der Organisationsabteilung im Wehrmachtführungsstab in das OKW. Ab Mitte Dezember 1943 war er erneut in der Führerreserve und war dann vom 25. Januar 1944 bis 10. August 1944 Chef des Generalstabes des XXII. Gebirgs-Armeekorps. Anschließend war er bis 7. Dezember Chef des Generalstabes der 2. Panzerarmee und wurde dann in die Führerreserve versetzt. Ab dem 15. Februar 1945 bis Kriegsende war er Chef des Stabes der 1. Panzerarmee.
Nach dem Krieg war Bürker ab 1948 als Leiter Presseauswertung in der Organisation Gehlen. Von 1953 bis 1959 war er Referent in der politischen Auswertung und ab 1962 Dienststellenleiter in Bonn. Ab 1966 war er Unterabteilungsleiter in der Auswertung.
Am 11. Juni 1970 wurde er als Direktor im Bundesnachrichtendienst a. D. München mit dem Großen Verdienstkreuz ausgezeichnet. 

### Familie
Im April 1929 heiratete Bürker Ursula von Blomberg (* 1907). Sie war die älteste Tochter des späteren ersten Generalfeldmarschalls der Wehrmacht, Werner von Blomberg.